# Велике Скородно
Велике Скородно (рос. Большое Скородно) — присілок в Гдовському районі Псковської області Російської Федерації.
Населення становить 16 осіб. Входить до складу муніципального утворення Черньовська волость.

## Історія
Від 2005 року входить до складу муніципального утворення Черньовська волость.

## Населення
| 2001 | 2002 | 2010 |
| ---- | ---- | ---- |
| 22   | ↘16  | →16  |